# مارکس وارتوفسکی
مارکس دبلیو. وارتوفسکی (به انگلیسی: Marx W. Wartofsky) (زاده ۱۹۲۸-درگذشته ۱۹۹۷) فیلسوف آمریکایی بود که در معرفت‌شناسی تاریخی تخصص داشت. او استاد فلسفه در کالج باروخ و مرکز تحصیلات تکمیلی دانشگاه شهری نیویورک و سردبیر انجمن فلسفی بود. او در سال ۱۹۶۰، به همراه رابرت اس. کوهن، مرکز فلسفه و تاریخ علم دانشگاه بوستون را تأسیس کرد.
آثار او عبارتند از : فویرباخ (انتشارات دانشگاه کمبریج، ۱۹۷۷)، نقد فلسفی و تاریخی فیلسوف و اخلاق‌شناس آلمانی، لودویگ آندریاس فویرباخ، مبانی مفهومی اندیشه علمی (مک‌میلان، ۱۹۶۸) و مدل‌ها: بازنمایی و درک علمی (۱۹۷۹)، تحقیق در مورد معنای مدل‌ها و استعاره‌های علمی.